# Перспективизм
Перспективизм — термин, впервые использованный Готфридом Лейбницем для обозначения философских учений, ставящих действительность в зависимость от качеств исследующего её индивидуума. Человеческое мышление, познание и действия конечны, поскольку подвергаются разнообразным ограничениям, возникающим вследствие времени и пространства, индивидуальной предрасположенности, окружения и ситуации (например, культурного и общественного происхождения). Этой позиции противостоит допущение божественной вневременности и вездесущности, которые ведут из тотальной перспективы к абсолютному разуму.
Перспективистский объективизм — перспективизм, исходящий из объективной реальности, которая даётся на основании различных точек зрения и свойств разных наблюдателей, придерживающихся различных взглядов. Представителем перспективистского объективизма является Готфрид Вильгельм Лейбниц. В противовес ему существует перспективистский субъективизм, который исходит из множественности действительности, его представителями являются Фридрих Ницше и Ханс Файхингер.